# Crack Baby Athletic Association (South Park)
«Crack Baby Athletic Association» («La Asociación atlética de los bebés crack» en Hispanoamérica) es el quinto episodio de la decimoquinta temporada de la serie animada South Park, y el episodio Nº 214 en general, escrito y dirigido por el cocreador de la serie Trey Parker. El episodio se estrenó en Comedy Central el 25 de mayo de 2011 en Estados Unidos con clasificación TV-MA L, el episodio fue nominado en los Premios Emmy del 2011 al «Mejor programa animado de menos de una hora» pero perdió ante el episodio «El difunto Philip J. Fry» de la serie Futurama. el episodio hace parodia a varias películas, tales como Milagro en la calle 34.

## Trama
Kyle y Stan observan un episodio de Terrance y Phillip, durante el comercial, se muestra el “comercial más triste jamás creado” presentado por Sarah McLachlan, se trata de bebés adictos al crack en los hospitales. 
Kyle está dispuesto a ayudar como voluntario en un centro médico donde Eric también trabaja de voluntario, sospechosamente, Kyle espía a Eric y descubre que Craig, Clyde y Butters se han juntado para formar una nueva empresa llamada "Asociación Atlética de Bebés Crack", en la que  inducen a bebés adictos al crack a jugar con una pelota rellena de crack publicándolo en Internet.
Kyle está sorprendido y horrorizado de lo que ha hecho Eric, este lo convence de que es una situación de ganar para todos y lo persuade a trabajar para la empresa como su contador, debido a su ascendencia judía (intuyéndose una referencia a Itzhak Stern, contador judío de Oskar Schindler), tras dar cuenta del nuevo "negocio" a Stan intenta justificarse ante él alegando de modo que según Stan suenan a algo que diría Cartman lo que abate aún más a Kyle.
El negocio prospera de forma rápida, y el grupo se prepara para un acuerdo con EA Sports para un videojuego basado en su deporte. A pesar de que Eric insiste en que forman una organización sin ánimo de lucro. Kyle le dice que se siente incómodo con la idea de vender las imágenes de los bebés a EA Sports a cambio de nada, por lo que Eric se compromete a averiguar cómo "otras empresas salgan con la suya”. Él se acerca al departamento atlético de la Universidad de Colorado vestido como propietario de una plantación sureña y haciendo referencia a los atletas universitarios como "esclavos", pero no obtiene consejos sobre cómo tratar a sus propios "esclavos" del director  ofendido. A Kyle se le ocurrió un plan para compensar a los bebés crack invirtiendo el 30% del dinero de la oferta en un orfanato de vanguardia, para sorpresa de Kyle, Eric realmente aprueba el plan, debido a la buena voluntad pública que va a generar. Mientras tanto, Clyde y Craig tratan de ponerse en contacto con Slash en un esfuerzo de contratarlo para tocar durante medio tiempo de una próxima pelea de bebés crack. Sin embargo, descubren que Slash es en realidad un personaje de fantasía basada en una leyenda holandesa llamada "Vunter Slaush", y que las diversas encarnaciones de Slash aparecen en todas partes, incluso tocando en un espectáculo de Moscú y en Colorado Springs en la misma tarde.
Cuando se firmó el acuerdo con EA Sports, los chicos aprenden de su contrato con Peter Moore (interpretado aquí como bebedor de bourbon, fumador de cigarros y plantador sureño), Moore es el jefe de EA Sports, donde la compañía ahora posee los derechos de la asociación atlética de bebés crack y mantendrá todos los ingresos. Kyle es humillado sobre el final de su proyecto de orfanato cuando Moore menciona que ello no significa nada para él en tanto perciba ingresos a costa de los bebés crack, mientras que Eric y los demás están conmocionados por la revelación de que Slash no existe. Cuando regresan a South Park, Kyle y Stan descubre que el orfanato se ha construido milagrosamente. Cuando Kyle pregunta quién paga por ello, ellos ven la guitarra y el sombrero de Slash en una esquina de la pared. Kyle está feliz, y la fe de todos los amigos en Slash se restablece.

## Recepción
Ramsey Isler de IGN le dio al episodio una puntuación de 7,0 sobre 10, afirmando que era "un episodio normal - no terriblemente malo, pero no es muy bueno". Criticó el programa por su falta de profundidad con respecto a la controversia con la NCAA no compensando a sus jugadores.
Jason Whitlock, redactor de Fox Sports, criticó de la situación actual del atletismo de la universidad y comerciales de la NCAA, llamado el episodio "uno de los momentos más divertidos y conmovedores de la televisión que he sido testigo", y comentó, "Era como el agente salpicado de Arrested Development".
Sean O'Neal de “The A. V. Club” le dio al episodio una calificación de B +, diciendo que, si bien la sátira era un poco de sermón, el episodio fue redimido por la noción de "caricatura ridícula" de Slash como una figura de Santa Claus.